# الدعارة في اليابان

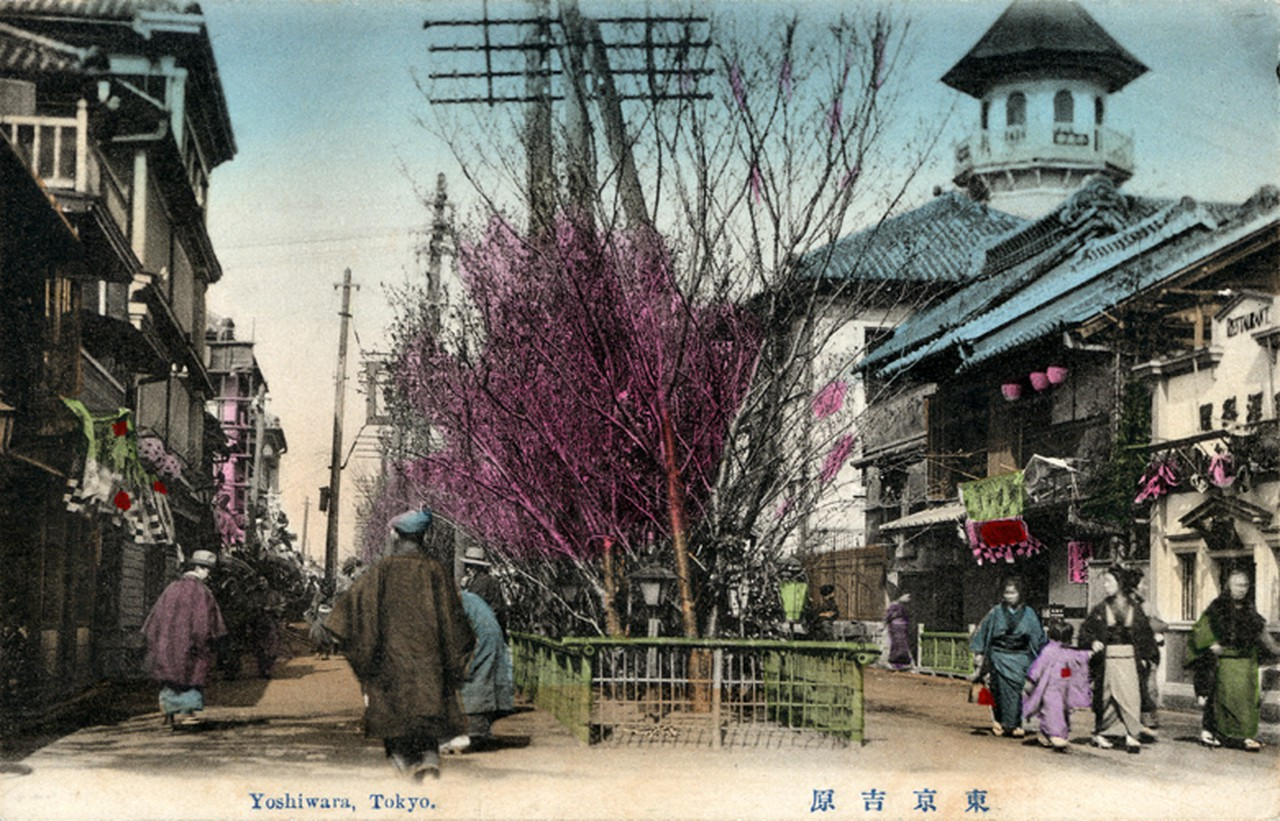
طبعة بريدية عتيقة لمنطقة يوشيوارا في طوكيو ويظهر في الصورة بعض من بيوت المتعة.

لوحة للفنان كوساكابي كيمباي يُجسد فيها الدعارة في منطقة باليابان حوالي عام 1890

الدعارة في اليابان موجودة في جميع أنحاء البلاد ولطالما كانت موجودة على مر التاريخ، فعلى الرغم من أن قانون مكافحة البغاء الذي سُنَّ عام 1956 ينص على أنه «لا يجوز لأي شخص البغاء أو أن يصبح عميل بغاء [قواد]» إلا أن هذا القانون لم يُحترم بسبب كثرة الثغرات فيه من جهة وبسبب ازدهار صناعة الجنس وصعوبة بل استحالة السيطرة عليها من جهة ثانية، هذا وتجدر الإشارة إلى معاملات صناعة الجنس في اليابان تُقدر بنحو 2.3 تريليون ين (24 مليار دولار) سنويا.
يُحدد القانون الياباني البغاء على أنه «جماع مع شخص غير محدد [لا تربط بين الاثنين أي علاقة] مقابل دفع أحدهم المال للآخر»، وبالتالي فإن باقي الخدمات على غرار المحادثة [الفضفضة]، الرقص أو الاستحمام تظل قانونية. ومع ذلك، فاستطلاعات الرأي التي أُجريت من قبل ميو ومركز التعليم الوطني الياباني وجدت أن ما بين 20% و40% من الرجال اليابانيين قد سبق لهم الدفع مقابل ممارسة الجنس.

## الدلالات الدينية

### شنتو
في ديانة الشنتو لا يُعتبر الجنس من المحرمات. أما البغاء ففيه كلام آخر حيث أن الديانة لا تُحرمه بشكل كامل وفي نفس الوقت لا تُجيزه بشكل كامل خاصة وأن فقهاء وعلماء هذه الديانة سبق لهم وأن اتخدوا قرارت مثيرة للجدل فيما يتعلق بالدعارة من قبيل السماح لمتدين الشنتو بممارسة البغاء مرة واحدة في حياته وقد اشتهرت هذه القرارات خاصة في فترة مييجي.

### البوذية
تعاليم البوذية فيما يتعلق بالجنس واضحة إلى حد ما على عكس الشنتو؛ حيث تنص البوذية وبوضوح على ما يلي: «البوذية تتمآشى مع مبدأ منتصف الطريق، فلا هي تدعوا لممارسة الدعارة وبالتالي تُصبح منحلة ولا هي تُجرمها فتصبح متطرفة». لكن وفي المقابل فالبوذية تمنع الرهبان والراهبات من ممارسة الجنس خارج إطار الزواج حيث تُلزمهم بالتزام العفة والعيش على مبدأ التخلص من أي مشاعر حب أو تعلق أو شيء من هذا القبيل، كما تحاول البوذية تنظيم طريقة عيش هذا الصنف وتضع قواعد صارمة للغاية فيما يتعلق بالسلوك وخاصة السلوك الجنسي.
أما بالنسبة لمعتنقي البوذية وفي نفس الوقت يُؤمنون بالعلمانية فلا توجد قواعد محددة يجب اتباعها عندما يتعلق الأمر بالجنس؛ على الرغم من أن أي نوع من الاعتداءات أو الممارسات غير الأخلاقية يُعتبر «سلوكا سيئا».

## البغاء اليوم

### الوضعية القانونية
تنص المادة الثالثة من قانون العقوبات الياباني الصادرة عام 1956 على أنه «لا يجوز لأي شخص العمل في البغاء أو العمل كقواد لعاهرة» كما تم سن قانون العقوبات القضائية دون تحديد المدة حيث يبقى للقاضي الحق في تقرير الحكم حسب ملابسات كل حالة.
في اليابان يقتصر تعريف البغاء على الجماع فقط وهو الممنوع حسب ما جاء في القانون، وبالتالي فإن باقي الأعمال والقضايا ذات الصلة مثل الجنس عن طريق الفم، الجنس الشرجي، الجماع الثديي وغير ذلك من السلوكيات الجنسية دون إيلاج تبقى قانونية ولا مشكلة فيها.

### أنواع البغاء

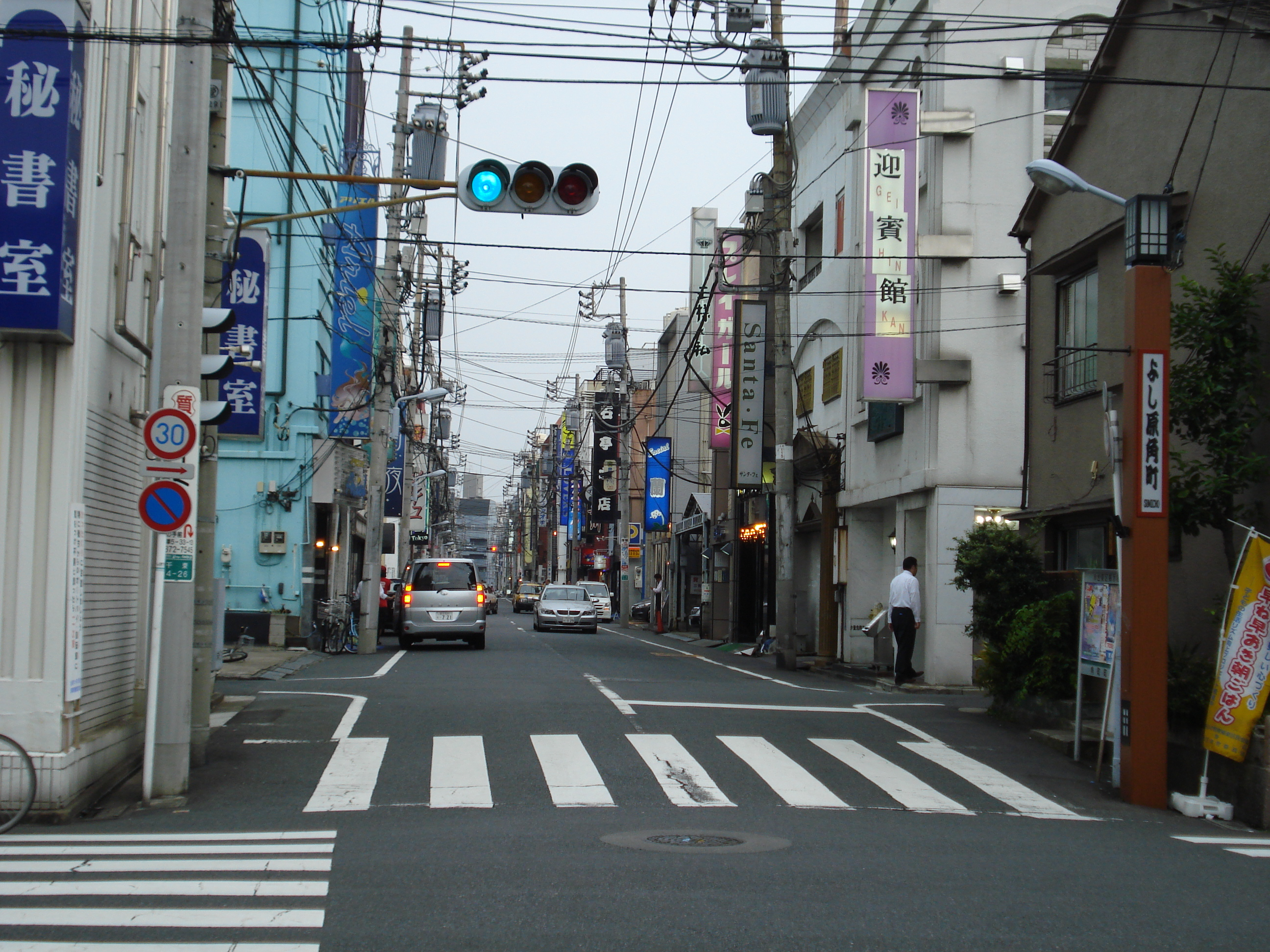
شارع يضم عدة "سوابلاندس" (حمامات صغيرة) في مدينة يوشيوارا (2008)

تستخدم صناعة الجنس في اليابان مجموعة متنوعة من الأسماء، فمثلا هناك ما يُعرف بسوابلاندس وهي الحمامات الصغيرة التي تتوفر على موظفين والتي يعتادها العملاء ويحق لهم طلب أي شيء من العاملين هناك. ويوجد أيضا محلات خاصة بالصحة وأخرى بالموضة ثم صالونات تدليك أو محلات للقيام بعلاجات جمالية وقد تشهد بعضها ممارسات جنسية خارجة عن إطار الزواج كما أن البعض منها يتحول لوكور دعارة تدريجيا خاصة صالونات التدليك التي تتخفى وراء هذه المهنة.
ظهرت مؤخرا عشرات المواقع في الإنترنت والتي توفر مئات الفتيات المستعدات للحديث مع الشباب والرجال من أجل الفضفضة إلا أن بعضها قد يتحول إلى جنس عبر الإنترنت.
تُعد اليوم منطقة كابوكيتشو الموجودة في مدينة طوكيا ملجأ ترفيه وتتزين المنطقة بالضوء الأحمر معلنة عن وجود عاهرات خاصة أن مساحتها تبلغ حوالي 0.34 كم2 وتحتوي على أزيد من 3500 صالون الجنس بالإضافات إلى شوارع ومحلات مخصصة للدعارة وأخرى مخصصة للجنس عبر الهاتف فضلا عن وجود نوادي وحانات ونوادي تعري وغيرها.
صدر عام 2003 تقرير أكد على أن أكثر من 150,000 من النساء غير اليابانيات متورطات في البغاء داخل الأراضي اليابانية. ووفقا لوكالة الشرطة الوطنية فقد تم محاكمة 50 شخص من غير الشعب الياباني بتهمة جرائم البغاء في عام 2013، 31 منهم (نسبة 62%) من الصين ثم 13 (نسبة 26%) كوريون و4 آخرون (نسبة 8%) تايلانديون.

### البغاء في طوكيو
في طوكيو، تعود الدعارة إلى عدة مئات من السنين. في أوائل القرن السابع عشر كانت هناك أول محاولات من أجل تنظيم وتقنين الدعارة في منطقة يوشيوارا إيدو في طوكيو الحالية، وقد صدر حينها قانون يُلزم البغايا بالتسجيل قبل العمل كداعارت كما ينص القانون على ضرورة تأمين المنشآت والابتعاد عن المناطق السكنية بهدف عدم إثارة إزعاج باقي المواطنين وقد كان الغرض الرئيسي للسلطات من كل هذا هو تحصيل الضرائب.